# Henri Serre
Henri Serre (Sète, 26 de fevereiro de 1931 – Saint-Jean-du-Bruel, 9 de outubro de 2023) foi um ator francês.
Ator principalmente de teatro, ele trabalhou com grandes atrizes, como Jeanne Moreau e Romy Schneider. O filme que o tornou célebre foi Jules et Jim, de François Truffaut.

## Filmografia
- 1953 –Femmes de Paris (não creditado)
- 1959 – Les cinq dernières minutes: Sans en avoir l'air (TV Episódio)
- 1960 – Tire-au-flanc 62 (não creditado)
- 1962 – Jules et Jim (br.: Uma mulher para dois)
- 1962 – Le combat dans l'île  (br.: Paixões em duelo)
- 1963 – Hong Kong un addio
- 1963 – Il processo di Verona
- 1963 – La meule
- 1963 – Le feu follet
- 1963 – Une chaumière et un coeur
- 1964 – Aurelia
- 1965 – Chambre à louer (TV Série)
- 1966 – Atout coeur à Tokyo pour O.S.S. 117
- 1967 – Fantômas contre Scotland Yard
- 1969 – Jutrzenka
- 1969 – La main
- 1969 – Les cinq dernières minutes: Le commissaire est sur la piste  (TV Episódio)
- 1971 – Mon fils (TV Minisérie)
- 1971 – Romance of a Horsethief  (br.: Romance de um ladrão de cavalos) (como Henri Sera)
- 1971 – Yvette (Telefilme)
- 1972 – Galaxie
- 1972 – Les cinq dernières minutes: Meurtre par la bande (TV Episódio)
- 1973 – Die Eltern (Telefilme)
- 1973 – La vie facile
- 1973 – Le sourire vertical
- 1974 – Club privé pour couples avertis
- 1974 – Entre toutes les femmes (Telefilme)
- 1975 – Les amants d'Avignon (Telefilme)
- 1975 – Section spéciale (br.: Seção especial da justiça)
- 1976 – Les cinq dernières minutes: Le fil conducteur (TV Episódio)
- 1977 – Les Borgia ou le sang doré (Telefilme)
- 1977 – Tom et Julie (Telefilme)
- 1978 – Le devoir de français (Telefilme)
- 1978 – Les héritiers: L'oncle Paul (TV Episódio)
- 1978 – L'ordre et la sécurité du monde
- 1979 – Les amours de la belle époque: Le mariage de chiffon (TV Episódio)
- 1979 – L'inspecteur mène l'enquête: Le dernier éditorial (TV Episódio)
- 1979 – Rue du Pied de Grue
- 1980 – La faute de Monsieur Bertillon (Telefilme)
- 1980 – La tisane de sarments  (Telefilme)
- 1980 – Le mandarin (Telefilme)
- 1980 – L'oeil du maître
- 1980 – Une nuit rêvée pour un poisson banal
- 1981 – La vie des autres: Julien (TV Episódio)
- 1981 – Tout est à vendre? (Telefilme)
- 1981 – Un jour sombre dans la vie de Marine (TV)
- 1982 – Le sud (Telefilme)
- 1982 – L'épingle noire (TV Minisérie)
- 1983 – Svarta fåglar
- 1984 – Messieurs les jurés: L'affaire Montagnac (1984) (TV Episódio)
- 1985 – Le soulier de satin
- 1985 – Vertiges
- 1986 – Mon cas (Voz)
- 1987 – De guerre lasse
- 1988 – La belle Anglaise: Très chères vacances (TV Episódio)
- 1988 – La sonate pathétique (TV Série)
- 1989 – La révolution française (episódio: Les Années Lumière)
- 1989 – Lundi noir (Telefilme)
- 1990 – Alcyon (Telefilme)
- 1990 – Je t'ai dans la peau
- 1990 – Mister Frost
- 1990 –  Moi, général de Gaulle (Telefilme)
- 1990 – Sixième gauche (TV Série)
- 1991 – Des voix dans la nuit - Les mains d'Orlac (TV)
- 1991 – Riviera (TV Série)
- 1992 – Beaumanoir (TV Série)
- 1995 – Belle Époque (TV Minisérie)